# La Ligue des super vilains
La Ligue des supers vilains (League of Super Evil) est une série télévisée d'animation canadienne en 52 épisodes de 22 minutes créée par Philippe Ivanusic-Vallee, Davila LeBlanc et Peter Ricq, diffusée entre le 7 mars 2009 et le 25 août 2012 sur YTV.
Au Québec, la série est diffusée depuis le 28 août 2009 sur VRAK.TV. 
En France la série a été diffusée à partir du 1er avril 2009 sur Canal+ Family, dès le 5 avril 2009 sur Canal+, dès le 27 août 2011 sur Canal J et actuellement disponible à la demande sur Pluto TV.
En Suisse, la série a été diffusée sur RTS Deux à partir de 2012. Elle reste toutefois inédite en Belgique.

## Voix

### Doublage anglophone
- Scott McNeil : Voltar
- Lee Tockar : Doctor Frogg
- Colin Murdock : Red Menace

### Doublage québécois
- Benoit Éthier : Voltar
- Denis Roy : Général Sergent
- Thiéry Dubé : Dr Frogg
- Marc-André Bélanger : Sam Panique
- Patrick Chouinard : Skullosus

 Source et légende : version québécoise (VQ) sur Doublage.qc.ca

## Épisodes

### Première saison (2009)
1. (Lightning Liz/The Bank Job)
2. (Justice Gene/Table for Four)
3. (Escape From Skullossus/10)
4. (Ice Creamed/The Split)
5. (Slam Dunked / Evilest In Show)
6. (L.O.S.E. vs Lair / Swimming With Sharks)
7. (Rock-a-Bye Voltar/iDestruct)
8. (One Zillion/Bite At the Museum)
9. (Full Throttle/Happy Birthday Dear Doktor)
10. (Send in the Clones/Injustice Gene)
11. (Bad-O-Meter/School Daze)
12. (Suzie Scouts/At The Movies)
13. (The Henchbot Elites/Not Accordion To Plan)
14. (M.. and Mrs Bandango/Driver's Evil Ed)
15. (The Night Before Chaos-mas/Counting To Victory)
16. (Fortune's Fools/World Wreckers)
17. (Lose Tooth/Underwhere?)
18. (Lose Junior/The League of Super Hockey)
19. (Franken-Blecch/Room for Four)
20. (Past Due/Degrees of Evil)
21. (Evil Never Sleeps/Glory Hog)
22. (Vollosus/No Good Deed…)
23. (Red Menacing/Dr Strong Frogg)
24. (Party Pooper/A Lose Lose Situation)
25. (Dial 'E' for Evil/Voltar Squared)
26. (20,000 Crunches Under the Sea/Hair Today, Gone Tomorrow)

### Deuxième saison (2010)
1. (Hard Boiled/Etched In Stone)
2. (Voltina/And the Loser Is…)
3. (All You Can Eat / Golden Claw)
4. (The Cookoff / My BFF Destrucktor)
5. (Journey to the Center of Evil / Canned)
6. (Last Villain Standing/Ant-Archy)
7. (Vote Voltar/ L.O.S.E. The Movie)
8. (Doomababy / Back to the Coupons)
9. (Changemorphers / Force Fighters)
10. (U.O. Me/Wubby)
11. (Friendship Day/Snugglebum)
12. (Doomhound in Love/Hot Can-tato)
13. (Steeves/L.O.S.E. Newz)

### Troisième saison (2012)
1. (Voltapia/Kickin' Boot)
2. (Voltar's Parade/Just Us Genes)
3. (Spaaaace Bugs/Buy 2 Get None Free)
4. (Mama Menace/Change for the Worse)
5. (In Your Dreams/Trashpocalypse Now)
6. (00-Geddon/Hurty Dancing)
7. (Kinderprison/Each Sold Evilly)
8. (Gameageddon/Chez Voltar)
9. (Brain Freeze/Henchstrike)
10. (Muhaha/The Art of Eviiil)
11. (The Skulloshow/The Cute of all Evil)
12. (V-TV/Cloudy with a Chance of Stupid)
13. (LOSE Weight/Once Upon a LOSE)